# Zuelzer-Kaplan-Syndrom
Das Zuelzer-Kaplan-Syndrom, englisch Crosby’s syndrome, ist eine seltene angeborene Hämolytische Anämie aufgrund von Enzymdefekten, Hämoglobinopathien oder Defekten der Zellmembran der Erythrozyten.
Die Namensbezeichnungen beziehen sich auf die Autoren von Beschreibungen aus dem Jahre 1950 durch den deutsch-US-amerikanischen Hämatologe und Kinderarzt Wolf William Zülzer und E. Kaplan. und den US-amerikanischen Hämatologen William Holmes Crosby (1914–2005).
Die Bezeichnungen sind nicht mehr gebräuchlich, stattdessen werden verschiedene Formen von Kongenitalen Hämolytischen Anämien unterschieden.
Das Syndrom ist nicht zu verwechseln mit dem Caplan-Syndrom, einer Silikoarthritis, oder dem Zuelzer-Wilson-Syndrom, einer angeborenen Aganglionose.